# Amontons (månkrater)
Amontons  är en liten nedslagskrater på månen som är lokaliserad till den västra halvan av Mare Fecunditatis. Den är en cirkulär, koppformad formation som har grävts ut ur ytan vid nedslaget. Den har samma mörka färg som det omgivande månhavet.
Kratern är uppkallad efter den franske fysikern Guillaume Amontons
När solen står i en låg vinkel är ett flertal "spökkratrar" (uråldriga kratrar där kraterranden endast är svagt urskiljningsbar) synliga i månhavets yta till syd-sydöst och norr om Amontons krater.